# Большая Салырь
Больша́я Салы́рь — село в Ачинском районе Красноярского края России. Входит в состав сельского поселения Преображенский сельсовет. 

## География
Находится восточнее реки Чулым, непосредственно к северо-северо-востоку (NNO) от районного центра, города Ачинска, на высоте 225 метров над уровнем моря.

## Население
| 1989 | 2002 | 2010  |
| ---- | ---- | ----- |
| 896  | ↗914 | ↗1143 |

Гендерный состав
По данным Всероссийской переписи населения 2010 года 553 мужчины и 590 женщин из 1143 чел.

## Инфраструктура
Средняя общеобразовательная школа, фельдшерско-акушерский пункт.

## Улицы
Уличная сеть села состоит из 17 улиц и 2 переулков.